# Governs Municipals de València

Escut de València

Els Governs Municipals de València són la sèrie de Juntes de Govern Municipal de l'Ajuntament de València en cada legislatura, conformades per diferents regidors (generalment tinents d'alcalde) amb unes funcions atorgades d'acord a àrees en el govern de la ciutat. L'actual govern municipal de València està format per Compromís per València i el Partit Socialista del País Valencià-PSOE.

## Rincón de Arellano (1963-1966)
| Alcalde: Adolfo Rincón de Arellano García (FET-JONS) |

| Àrea                    | Titulars                           |
| ----------------------- | ---------------------------------- |
| Àrea                    | 1963                               |
| Primer Tinent d'Alcalde | José Fuenmayor Champín (C)         |
| Segon Tinent d'Alcalde  | -                                  |
| Tercer Tinent d'Alcalde | Antonio Grau Penadés (C)           |
| Quart Tinent d'Alcalde  | Javier Mompó Aliño (F)             |
| Cinqué Tinent d'Alcalde | Manuel Vilar Sancho (C)            |
| Sisé Tinent d'Alcalde   | Álvaro Pons Ibáñez (C)             |
| Seté Tinent d'Alcalde   | Fernando García-Berlanga Martí (S) |
| Huité Tinent d'Alcalde  | José Grima Martínez (S)            |
| Nové Tinent d'Alcalde   | Rafael Ferreres Ciurana (C)        |
| Desé Tinent d'Alcalde   | José Pérez Puig (C)                |

## López Rosat (1971-1973)
| Alcalde: Vicente López Rosat (FET-JONS) |

| Àrea                    | Titulars                           |
| ----------------------- | ---------------------------------- |
| Àrea                    | 1971                               |
| Primer Tinent d'Alcalde | Fernando García-Berlanga Martí (S) |
| Segon Tinent d'Alcalde  | Eduardo García Cordellat (C)       |
| Tercer Tinent d'Alcalde | Francisco Alarcó Alarcó (C)        |
| Quart Tinent d'Alcalde  | Lucinio Sanz Martínez (F)          |
| Cinqué Tinent d'Alcalde | Vicente Fullana Serra (C)          |
| Sisé Tinent d'Alcalde   | Mariano Llisterri Vidal (S)        |
| Seté Tinent d'Alcalde   | Luis Puig Esteve (F)               |
| Huité Tinent d'Alcalde  | Luis Falcó Peydró (S)              |
| Nové Tinent d'Alcalde   | Manuel Delmonte Hurtado (S)        |
| Desé Tinent d'Alcalde   | Ramón José Pascual Lainosa (F)     |

## Miquel Ramon (1973-1979)
| Alcalde: Miquel Ramon i Izquierdo (Moviment Nacional) |

| Àrea                    | Titulars                   | Titulars                     |
| ----------------------- | -------------------------- | ---------------------------- |
| Àrea                    | 1971                       | 1974                         |
| Primer Tinent d'Alcalde | Antonio Soto Bisquert      | Antonio Soto Bisquert        |
| Segon Tinent d'Alcalde  |                            | Fausto Martínez Fernández    |
| Tercer Tinent d'Alcalde |                            | Manuel Calduch Font          |
| Quart Tinent d'Alcalde  | Ramón José Pascual Lainosa | Ramón José Pascual Lainosa   |
| Cinqué Tinent d'Alcalde |                            | Luis Vives Berenguer         |
| Sisé Tinent d'Alcalde   |                            | Vicente Donat Journet        |
| Seté Tinent d'Alcalde   | Carlos Máñez Meliá         | Carlos Máñez Meliá           |
| Huité Tinent d'Alcalde  |                            | Josefa Ahumada Camps         |
| Nové Tinent d'Alcalde   |                            | José Cristóbal Cuenca Albert |
| Desé Tinent d'Alcalde   | Higínio Pérez Arce-Ares    | Nicolás Pérez Alcantara      |

## Rita Barberà (2007-2011)
| Alcalde: Rita Barberà Nolla (PPCV) |

| Àrea                | Titulars                       |
| ------------------- | ------------------------------ |
| Àrea                | 2009/2010/2011                 |
| 1r Tinent d'Alcalde | Alfonso Grau Alonso (PPCV)     |
| 2n Tinent d'Alcalde | Miquel Domínguez Pérez (PPCV)  |
| 3r Tinent d'Alcalde | Silvestre Senent Ferrer (PPCV) |
| 4t Tinent d'Alcalde | Vicente Igual Alandete (PPCV)  |
| 5é Tinent d'Alcalde | Jorge Bellver Casaña (PPCV)    |
| 6é Tinent d'Alcalde | Marta Torrado de Castro (PPCV) |
| 7é Tinent d'Alcalde | Ramón Sanchis Mangriñán (PPCV) |
| 8é Tinent d'Alcalde | Alfonso Novo Berenguer (PPCV)  |

## Rita Barberà (2011-2015)
| Alcalde: Rita Barberà Nolla (PPCV) |

| Àrea                | Titulars                       |
| ------------------- | ------------------------------ |
| Àrea                | 2009/2010/2011                 |
| 1r Tinent d'Alcalde | Alfonso Grau Alonso (PPCV)     |
| 2n Tinent d'Alcalde | Miquel Domínguez Pérez (PPCV)  |
| 3r Tinent d'Alcalde | Jorge Bellver Casaña (PPCV)    |
| 4t Tinent d'Alcalde | Silvestre Senent Ferrer (PPCV) |
| 5é Tinent d'Alcalde | Vicente Igual Alandete (PPCV)  |
| 6é Tinent d'Alcalde | Marta Torrado de Castro (PPCV) |
| 7é Tinent d'Alcalde | Ramón Sanchis Mangriñán (PPCV) |
| 8é Tinent d'Alcalde | Alfonso Novo Berenguer (PPCV)  |
| 9é Tinent d'Alcalde | Mayrén Beneyto (PPCV)          |

## Joan Ribó (2015-2019)
| Alcalde: Joan Ribó i Canut (Compromís per València) |

| 13 de juny de 2015   | 5 de setembre de 2016                             | 11 de juliol de 2017                              |                                                   |                                |
| 1r Tinent d'Alcalde  | Joan Calabuig Rull (PSPV-PSOE)                    | Sandra Gómez López (PSPV-PSOE)                    | Sandra Gómez López (PSPV-PSOE)                    | Sandra Gómez López (PSPV-PSOE) |
| 2n Tinent d'Alcalde  | Jordi Peris Blanes (ValC)                         | Jordi Peris Blanes (ValC)                         | Neus Fábregas Santana (ValC)                      |                                |
| 3r Tinent d'Alcalde  | Consol Castillo Plaza (Compromís per València)    | Consol Castillo Plaza (Compromís per València)    | Consol Castillo Plaza (Compromís per València)    |                                |
| 4t Tinent d'Alcalde  | Sergi Campillo Fernández (Compromís per València) | Sergi Campillo Fernández (Compromís per València) | Sergi Campillo Fernández (Compromís per València) |                                |
| 5é Tinent d'Alcalde  | Sandra Gómez López (PSPV-PSOE)                    | Anaïs Menguzzato García (PSPV-PSOE)               | Anaïs Menguzzato García (PSPV-PSOE)               |                                |
| 6é Tinent d'Alcalde  | Giuseppe Grezzi (Compromís per València)          | Giuseppe Grezzi (Compromís per València)          | Giuseppe Grezzi (Compromís per València)          |                                |
| 7é Tinent d'Alcalde  | María Oliver Sanz (ValC)                          | María Oliver Sanz (ValC)                          | María Oliver Sanz (ValC)                          |                                |
| 8é Tinent d'Alcalde  | Vicent Sarrià i Morell (PSPV-PSOE)                | Vicent Sarrià i Morell (PSPV-PSOE)                | Vicent Sarrià i Morell (PSPV-PSOE)                |                                |
| 9é Tinent d'Alcalde  | Pilar Soriano Rodríguez (Compromís per València)  | Pilar Soriano Rodríguez (Compromís per València)  | Pilar Soriano Rodríguez (Compromís per València)  |                                |
| 10é Tinent d'Alcalde | Glòria Tello Company (Compromís per València)     | Glòria Tello Company (Compromís per València)     | Glòria Tello Company (Compromís per València)     |                                |

## Joan Ribó (2019-2023)
| Alcalde: Joan Ribó i Canut (Compromís per València) |

| Àrea                                                         | Titulars                                                |
| ------------------------------------------------------------ | ------------------------------------------------------- |
| Àrea                                                         | 15 de juny de 2019                                      |
| Alcaldia                                                     | Joan Ribó i Canut (Compromís per València)              |
| Desenvolupament, Renovació Urbana i Habitatge                | Sandra Gómez López (PSPV-PSOE)                          |
| Ecologia Urbana, Emergència Climàtica i Transició Energètica | Sergi Campillo Fernández (Compromís per València)       |
| Educació, Cultura i Esports                                  | Carlos Galiana Llorens (Compromís per València)         |
| Participació, Drets i Innovació de la Democràcia             | Elisa Valía Cotanda (PSPV-PSOE)                         |
| Benestar i Drets Socials                                     | Isabel Lozano Lázaro (Compromís per València)           |
| Desenvolupament Innovador dels Sectors Econòmics i Ocupació  | Pilar Bernabé García (PSPV-PSOE)                        |
| Gestió de Recursos                                           | María Luisa Notario Villanueva (Compromís per València) |
| Protecció Ciutadana                                          | Aarón Cano Montaner (PSPV-PSOE)                         |
| Mobilitat Sostenible i Espai Públic                          | Giuseppe Grezzi (Compromís per València)                |

## María José Català (2023-present)
| Alcalde: María José Català Verdet (PPCV) |

| Àrea                | Titulars                             | Titulars                             | Titulars                             | Titulars                             |
| ------------------- | ------------------------------------ | ------------------------------------ | ------------------------------------ | ------------------------------------ |
| Àrea                | 19 de juny de 2023                   | 20 d'octubre de 2023                 | 4 de març de 2025                    | 4 d'abril de 2025                    |
| 1r Tinent d'Alcalde | María José Ferrer San Segundo (PPCV) | María José Ferrer San Segundo (PPCV) | María José Ferrer San Segundo (PPCV) | María José Ferrer San Segundo (PPCV) |
| 2n Tinent d'Alcalde | Julia Climent Monzó (PPCV)           | Juanma Badenas Carpio (Vox)          | Julia Climent Monzó (PPCV)           | José Gosálbez Payá (Vox)             |
| 3r Tinent d'Alcalde | Juan Giner Corell (PPCV)             | Julia Climent Monzó (PPCV)           | Juan Giner Corell (PPCV)             | Julia Climent Monzó (PPCV)           |
| 4t Tinent d'Alcalde |                                      | Juan Giner Corell (PPCV)             |                                      | Juan Giner Corell (PPCV)             |